# The Bridge (Elton John)
The Bridge è un brano composto ed interpretato dall'artista britannico Elton John. Il testo è di Bernie Taupin.

## Significato del testo
La canzone è la settima traccia del concept album The Captain and the Kid del 2006; ecco come Bernie ne descrive la genesi: "Nel 1975 'Captain Fantastic and the Brown Dirt Cowboy' arrivò direttamente al numero uno in America, destino che toccò anche al disco che seguì. Un giorno eravamo allo stadio dei Dodgers, dove Elton John avrebbe suonato per due giorni. Ci dicemmo: e adesso dove andiamo? Situazione terrificante: non potevamo fare di meglio, l'alternativa era mantenersi su quei livelli o precipitare. 'The Bridge' parte da quel momento...". La canzone (il titolo della quale significa Il Ponte), infatti, parla del correre un rischio andando incontro all'ignoto, del rompere con il passato, del mettere tutto in gioco per guadagnare qualcosa di meraviglioso o perdere ogni cosa; può adattarsi a chiunque, come ha spiegato Elton prima di suonare il brano ad Atlantic City (il 7 ottobre 2006). Ecco un'altra dichiarazione della star: "(Io e Bernie) cominciammo nel 1970, siamo sopravvissuti alle mode e alle tendenze senza mai smettere di credere nel potere della canzone. Il ponte è lungo, noi lo abbiamo attraversato. Altri non ce l'hanno fatta, perché non avevano talento o perché hanno smesso di provare a migliorarsi. Mai smettere di credere che puoi scrivere una canzone migliore... in un certo senso è anche una canzone religiosa, come una parabola: se vivi cercando sempre di dare del tuo meglio, ci provi e ci credi, la tua vita sarà bella".

## La melodia
Musicalmente, The Bridge costituisce uno dei brani più intimisti e riflessivi dell'album di provenienza: la melodia, infatti, malinconica e melodica, è completamente ed unicamente basata sul pianoforte di Elton (proprio secondo le aspettative di Taupin). È stata composta nella tonalità di Re bemolle (il tempo è 4/4); degni di nota i cori che permeano il brano alla fine del bridge poco prima del terzo e ultimo ritornello: John insistette affinché essi risuonassero come voci eteree ed angeliche (effetto ottenuto giocando con la velocità del nastro).

## Classifiche
The Bridge fu pubblicata esclusivamente come singolo promo da passare in radio; non ebbe quindi un grandissimo successo, sebbene avesse ricevuto moltissimi apprezzamenti da parte della critica. Ciò nonostante, è riuscita a conseguire la #19 nella classifica Billboard Hot Adult Contemporary Tracks.
| Anno | Classifica                    | Posizione |
| ---- | ----------------------------- | --------- |
| 2006 | Hot Adult Contemporary Tracks | 19        |